# Urogomphus

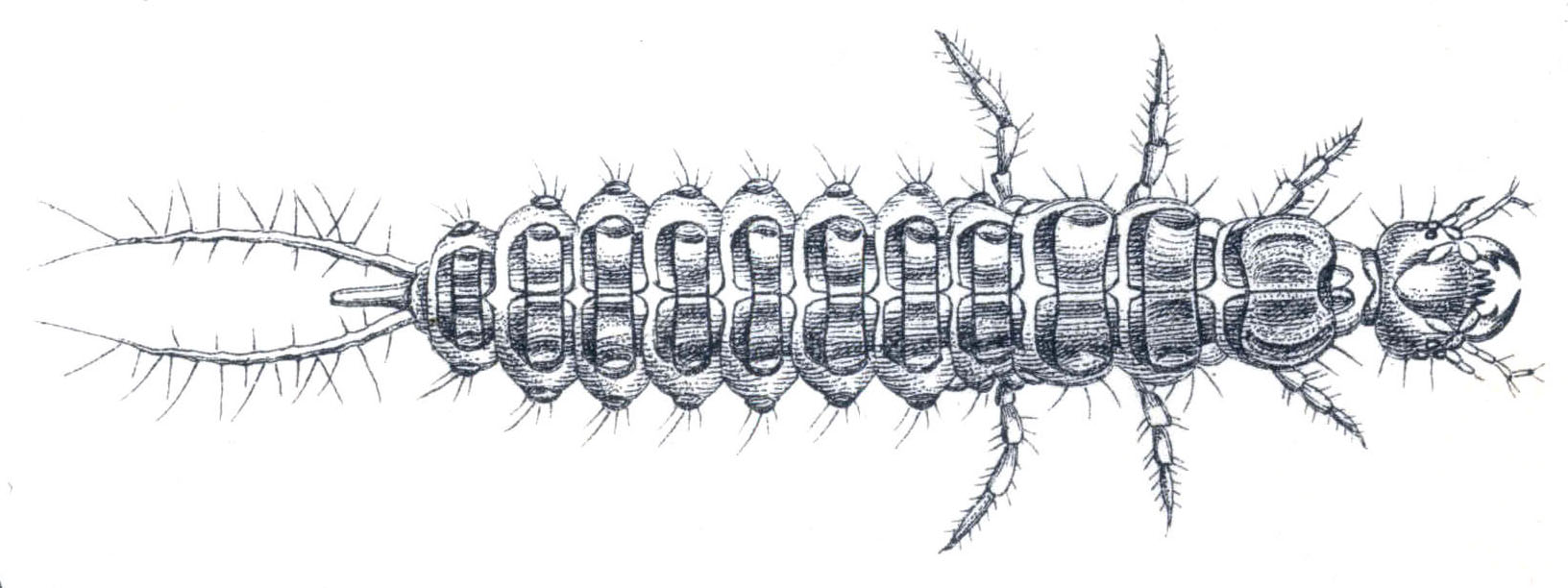
Larve des Laufkäfers Nebria brevicollis mit Urogomphi am Hinterende (links)

Urogomphi, auch Pseudocerci oder Corniculi genannt, kommen bei vielen Käferlarven vor. Es sind paarige, bewegliche oder unbewegliche Anhänge auf der Rückenseite (dorsal) des neunten Hinterleibssegments. Sie bestehen aus einem bis zu wenigen Gliedern.